# Nereis holochaeta
Nereis holochaeta är en ringmaskart som beskrevs av Andre Intes och Le Loeuff 1975. Nereis holochaeta ingår i släktet Nereis och familjen Nereididae. Inga underarter finns listade i Catalogue of Life.